# Człowiek Roku

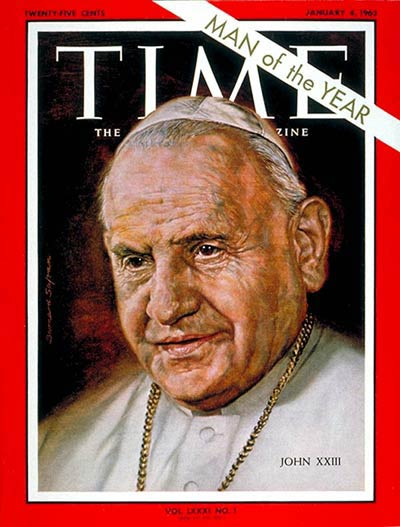
Papież Jan XXIII, Człowiek Roku tygodnika „Time”, na okładce tygodnika Time

Człowiek Roku – tytuł nadawany co roku osobie, która w opinii danej instytucji miała największy wpływ na wydarzenia w mijającym roku. Najbardziej prestiżowe tytuły Człowieka Roku przyznawane są przez czasopisma.
Najbardziej znany tego typu tytuł przyznaje amerykański tygodnik Time (od 1927). W Polsce tradycję tę powieliły tygodniki: Wprost i Tygodnik Solidarność oraz (od 1999) redakcja Gazety Wyborczej.